# Liftershalte

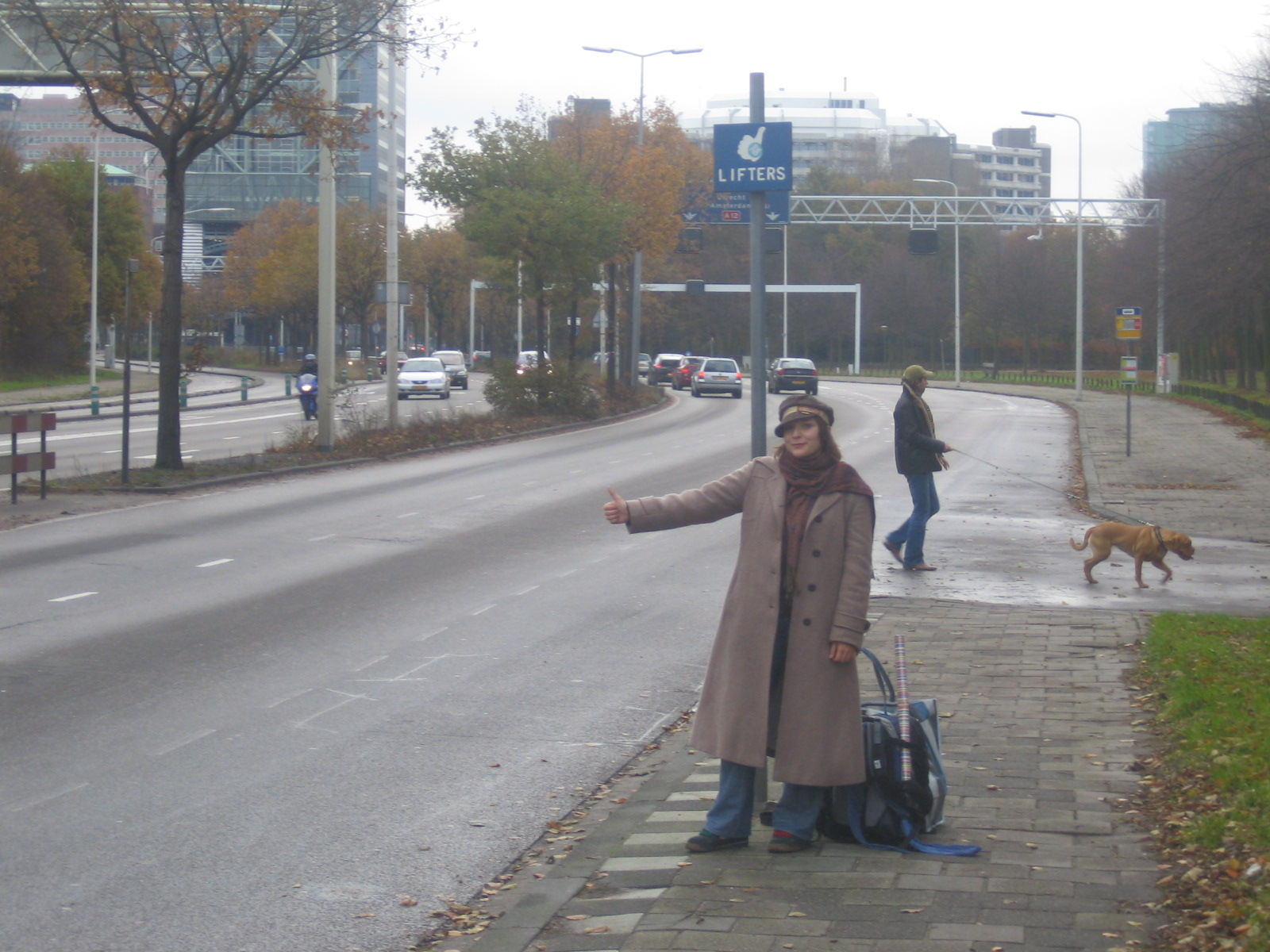
Tramperin an einer Liftershalte in Den Haag (2005)

Eine Liftershalte ist eine offizielle Stelle zum Trampen in den Niederlanden. Der Begriff setzt sich aus den Worten „Lifters“ = Tramper und „Halte“ = Haltestelle zusammen. Häufig wird sie auch als „Liftersplaats“ bezeichnet.
Die speziell für Tramper angelegten Plätze sind mit einem offiziellen Schild gekennzeichnet und bieten eine ausreichend große Bucht, damit Autos sicher halten können. Die Mitnahmechancen an der Liftershalte sind höher als an anderen Plätzen in den Niederlanden, da die offiziellen Stellen schon weitgehende Akzeptanz in der Bevölkerung gefunden haben. Der Liftersplaats soll Trampern Gelegenheit bieten, sich sicher und ohne Verkehrsbehinderung fortzubewegen.

## Vorhandene offizielle Stellen
- Amsterdam: Prins Bernardplein nähe Station Amstel; Ausgangspunkt für Lelystad, Utrecht, Eindhoven, Deutschland
- Den Haag: Nähe Malieveld am Anfang der A12; Ausgangspunkt für Utrecht, Rotterdam
- (Enschede: Liftershalte Westerval wurde geschlossen.)
- Groningen: Am Tunnel Emmaviaduct, 150 m vom Bahnhof; Ausgangspunkt für Zwolle, Utrecht, Drachten.
- Maastricht: Am Stadionplein vor dem Fußballstadion De Geusselt. Diese Anhalterstation befindet sich auf einem Parkplatz und ist daher nicht geeignet, um von vorbeifahrenden Autofahrern mitgenommen zu werden. Früher befand sie sich am Anfang der Autobahn A2 in der Nähe des Fußballstadions
- Nijmegen: Am Graafseweg nähe der Waalbrücke; Ausgangspunkt für Arnhem, Utrecht, Tiel
- Utrecht: Waterlinieweg nähe Galgewaard Fußballstadion; Ausgangspunkt für Hilversum, Amersfoort, Arnhem
- Zoetermeer: An der Bushaltestelle Pruimengaarde am Australiëweg (Richtung Utrecht) und an der Bushaltestelle Fonteinbos am Afrikaweg (Richtung Den Haag)